# Hoàng Chi Phong
Hoàng Chi Phong hay Joshua Wong (tiếng Trung: 黃之鋒, sinh ngày 13 tháng 10 năm 1996) là một nhà hoạt động và chính trị gia sinh viên Hồng Kông, làm tổng thư ký của đảng dân chủ Demosistō. Wong trước đây là người triệu tập và người sáng lập của nhóm hoạt động sinh viên Hồng Kông Học dân tư triều. Lần đầu tiên, Wong trở nên nổi tiếng quốc tế trong các cuộc biểu tình ở Hồng Kông năm 2014, và vai trò quan trọng của anh trong Phong trào Ô dù đã đưa anh vào tạp chí Những người có ảnh hưởng lớn nhất năm 2014 của tạp chí TIME và được đề cử cho Nhân vật của năm 2014; anh còn được tạp chí Fortune gọi là một trong những "nhà lãnh đạo vĩ đại nhất thế giới" năm 2015, và được đề cử giải Nobel Hòa bình năm 2017.
Vào tháng 8 năm 2017, Wong và hai nhà hoạt động dân chủ khác đã bị kết án và bỏ tù vì vai trò của họ trong việc chiếm đóng Quảng trường dân sự ở giai đoạn bất lực của các cuộc biểu tình chiếm khu Trung tâm 2014; vào tháng 1 năm 2018, Wong đã bị kết án và bỏ tù một lần nữa vì đã không tuân thủ lệnh của tòa án để giải tỏa địa điểm biểu tình Mong Kok trong các cuộc biểu tình ở Hong Kong năm 2014.

## Tuổi thơ
Joshua Wong sinh ra ở Hồng Kông vào ngày 13 tháng 10 năm 1996 và được chẩn đoán mắc chứng khó đọc khi còn nhỏ. Là con trai của cặp vợ chồng trung lưu Grace và Roger Wong, Wong được nuôi dưỡng như một Kitô hữu Tin lành theo truyền thống Luther. Nhận thức xã hội của anh bắt nguồn từ cha anh, một chuyên gia CNTT đã nghỉ hưu,, người thường đưa anh khi còn nhỏ đến thăm những người nghèo.
Wong học tại United Christian College (Cửu Long Đông), một trường trung học Cơ đốc tư thục ở Cửu Long, và phát triển kỹ năng tổ chức và nói thông qua việc tham gia vào các nhóm nhà thờ.

## Hoạt động chính trị ban đầu

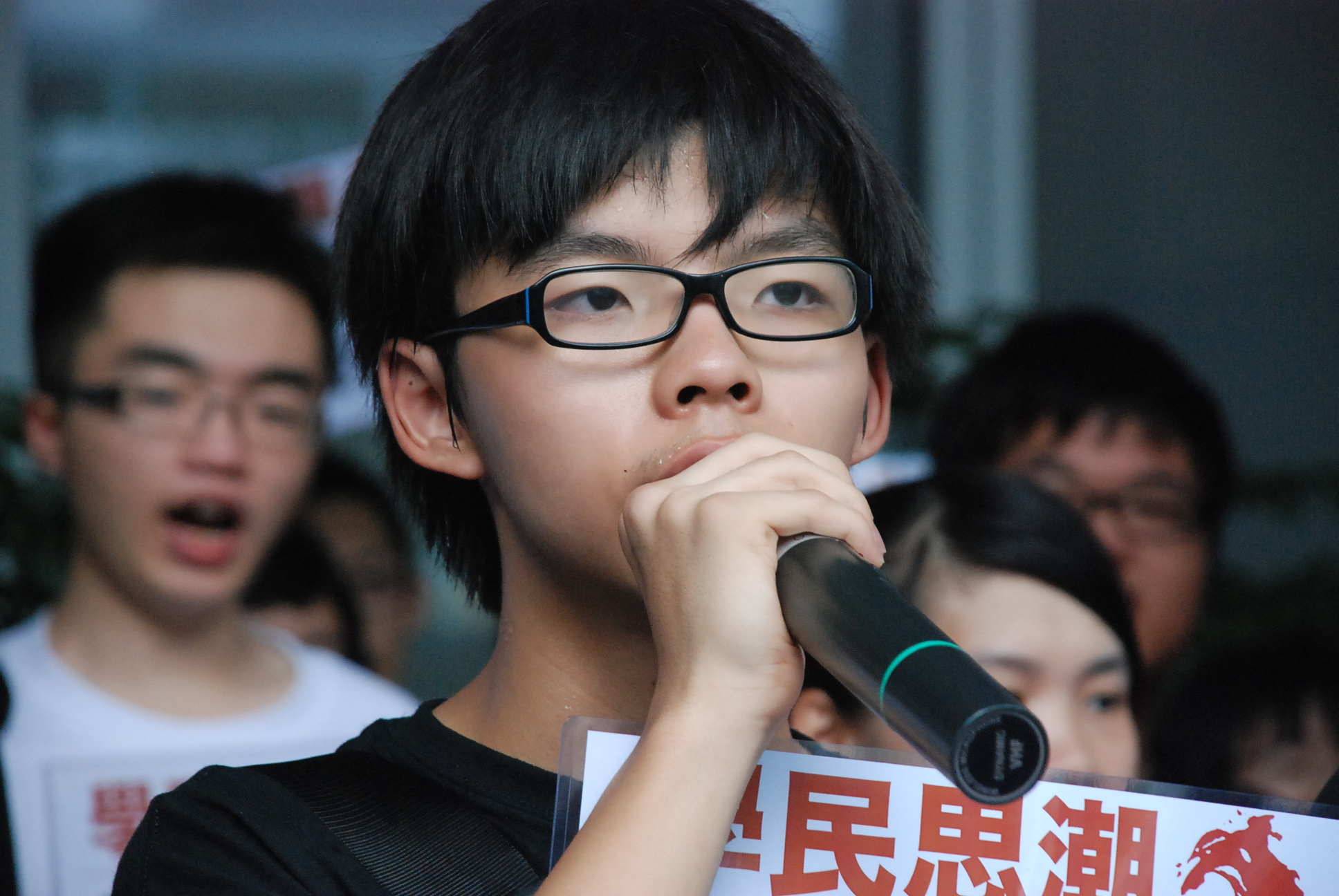
Hoàng Chi Phong trong cuộc biểu tình vào tháng 7 năm 2012

Các cuộc biểu tình chống đường sắt tốc độ cao năm 2010 là cuộc biểu tình chính trị đầu tiên mà Wong tham gia.
Vào ngày 29 tháng 5 năm 2011, Wong và bạn học Ivan Lam Long-yin đã thành lập Học dân tư triều, một nhóm hoạt động sinh viên. Nhóm bắt đầu với các phương tiện phản kháng đơn giản, chẳng hạn như phát tờ rơi chống lại nền giáo dục đạo đức và quốc gia (MNE) mới được công bố. Tuy nhiên, theo thời gian, nhóm hoạt động của Wong đã tăng trưởng cả về quy mô và tầm ảnh hưởng, và năm 2012 đã tổ chức một cuộc biểu tình chính trị với sự tham gia của hơn 100.000 người. Wong nhận được sự chú ý rộng rãi như là người triệu tập của nhóm.

## Vai trò trong cuộc biểu tình ở Hồng Kông năm 2014

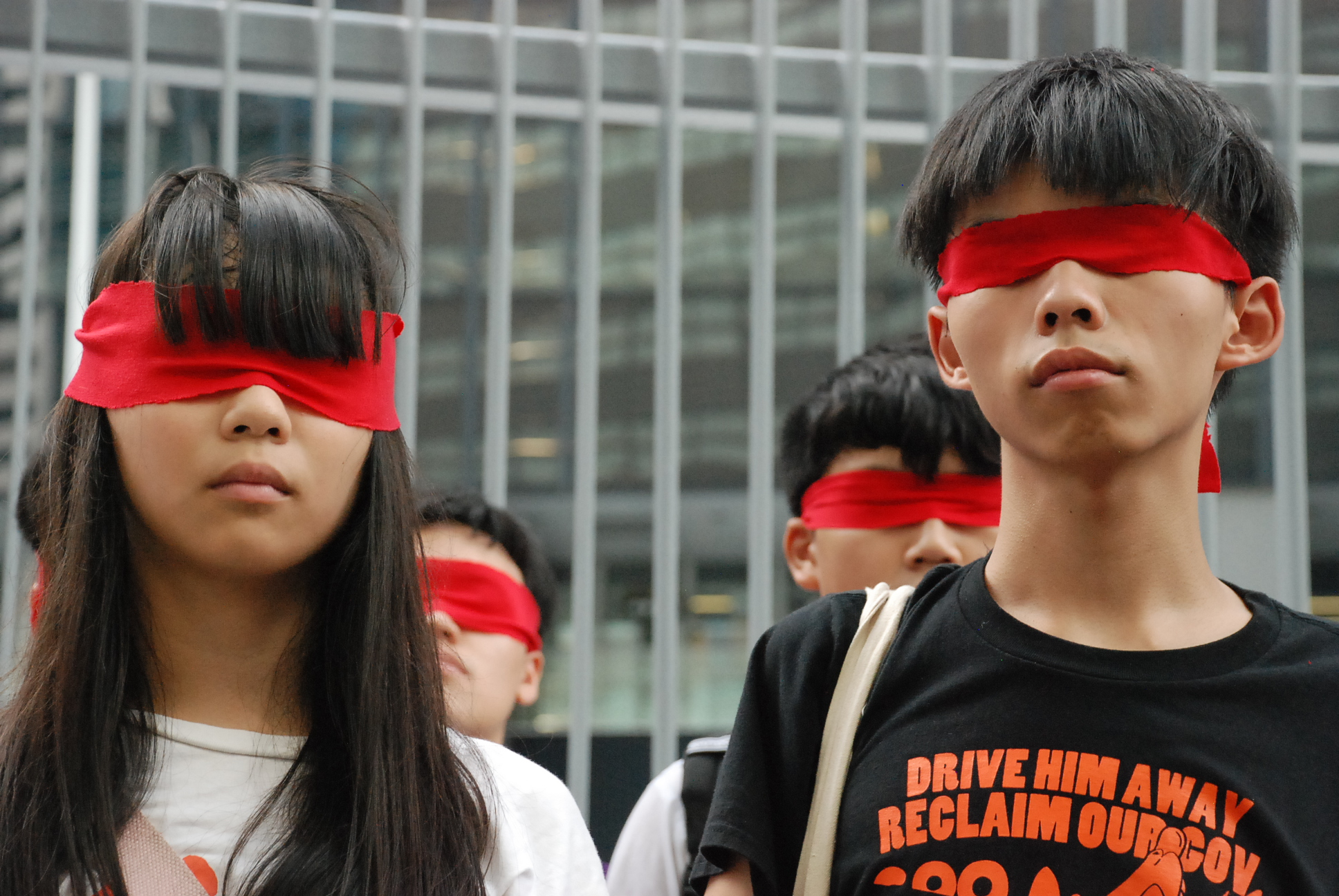
Trong buổi tuyên bố bãi khóa tháng 9/2014, Hoàng Chi Phong bịt mắt bằng khăn đỏ, tượng trưng cho chế độ cộng sản của Trung Quốc làm mù mắt sinh viên

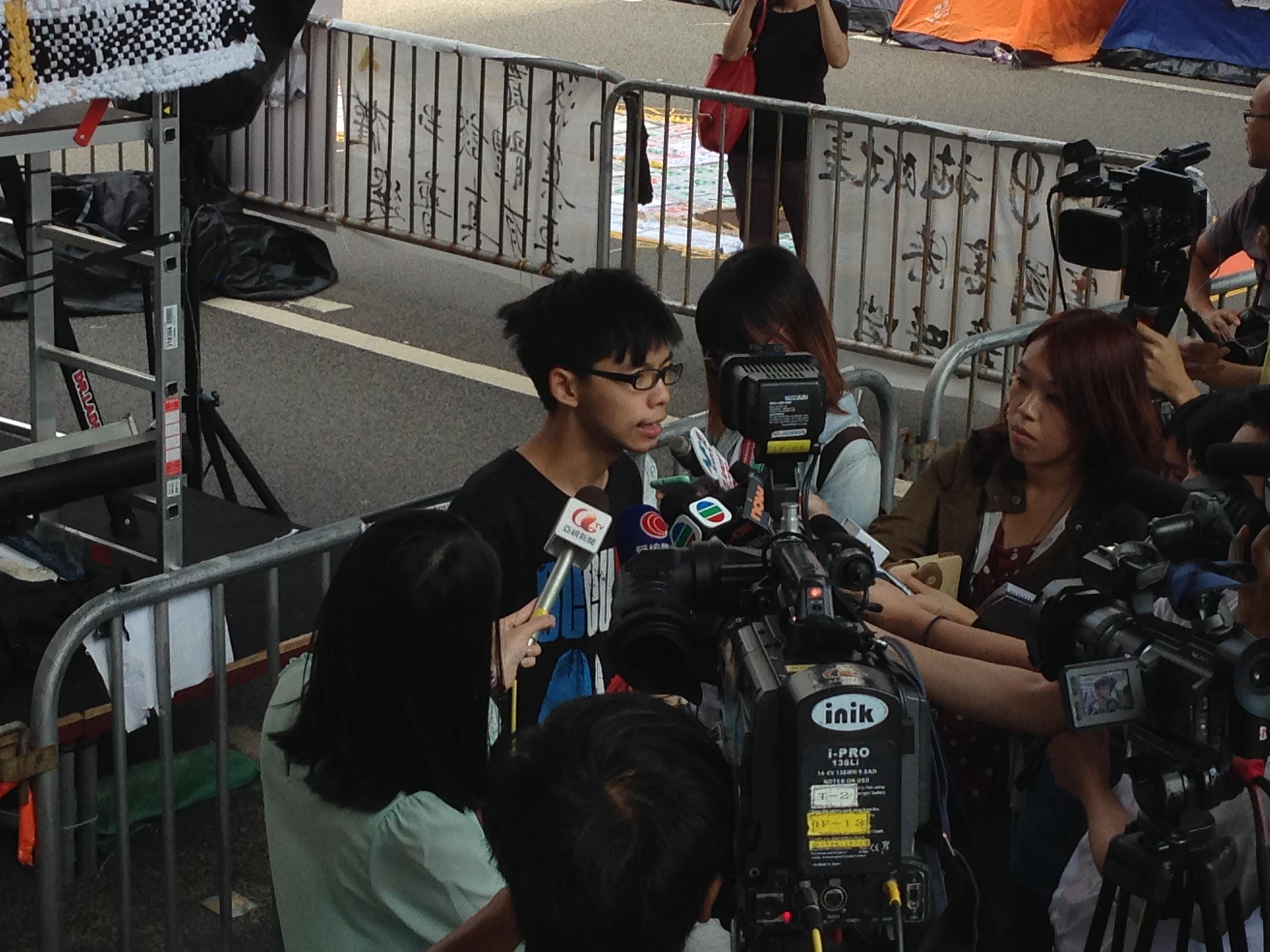
Wong trả lời phỏng vấn vào ngày 28 tháng 10 năm 2014, khi các cuộc biểu tình ở Hồng Kông đang diễn ra.

Vào tháng 6 năm 2014, Học dân tư triều đã phác thảo một kế hoạch cải tổ hệ thống bầu cử của Hồng Kông để thúc đẩy quyền bầu cử phổ quát, theo chính sách một quốc gia, hai chế độ. Nhóm của Wong ủng hộ mạnh mẽ việc đưa vào đề cử công dân trong cuộc bầu cử Đại diện trưởng Hồng Kông 2017. Wong với tư cách là một nhà lãnh đạo sinh viên đã bắt đầu một cuộc bãi khóa trong các sinh viên Hồng Kông để gửi một thông điệp ủng hộ dân chủ đến Bắc Kinh.
Vào ngày 27 tháng 9 năm 2014, Wong là một trong số 78 người bị cảnh sát bắt giữ trong một cuộc biểu tình ủng hộ dân chủ, sau khi hàng trăm sinh viên chiếm Quảng trường Thành phố trước Khu liên hợp Chính phủ Trung ương như một dấu hiệu phản đối quyết định của Bắc Kinh về cải cách bầu cử Hồng Kông 2014. Không giống như những người biểu tình, chỉ để đáp lại lệnh của tòa án thu được từ văn bản của habeas corpus, Wong đã được cảnh sát thả ra, sau 46 giờ bị giam giữ.
Trong các cuộc biểu tình, Wong tuyên bố: "Trong số tất cả người dân ở Hồng Kông, chỉ có một người có thể quyết định liệu phong trào hiện tại có kéo dài hay không và người đó là [Đại diện trưởng của khu vực] Lương Chấn Anh. Nếu Leung có thể chấp nhận yêu cầu của chúng tôi... (phong trào) sẽ tự nhiên chấm dứt. "  Vào ngày 25 tháng 9 năm 2014, Văn hối báo thuộc sở hữu nhà nước đã xuất bản một bài báo tuyên bố rằng "các lực lượng Hoa Kỳ" đã nuôi dưỡng Wong như một "siêu sao chính trị". Wong lần lượt phủ nhận mọi chi tiết trong báo cáo thông qua một tuyên bố mà sau đó anh đã đăng lên mạng. Wong cũng nói rằng anh được nhắc đến trực tiếp trong Sách xanh của Trung Quốc về an ninh quốc gia, trong đó xác định các mối đe dọa nội bộ đối với sự ổn định của sự cai trị của Đảng Cộng sản; Trích dẫn một câu thoại trong V for Vendetta, anh đáp lại rằng "Mọi người không nên sợ chính phủ của họ, chính phủ nên sợ người dân của họ." 
Wong bị buộc tội vào ngày 27 tháng 11 năm 2014 với tội danh cản trở một nhân viên bảo lãnh dọn sạch một trong ba khu vực biểu tình của Hồng Kông. Luật sư của Wong mô tả cáo buộc là động cơ chính trị. Anh đã bị cấm lai vãng tới phần lớn Mong Kok, một trong những địa điểm bị người biểu tình chiếm đóng,với tư cách là một trong những điều kiện bảo lãnh. Wong tuyên bố rằng cảnh sát đánh mình và cố gắng làm bị thương vùng háng khi anh bị bắt, và chế nhạo và chửi rủa anh khi anh bị giam giữ.
Sau khi Wong xuất hiện tại Tòa án sơ thẩm thành phố Cửu Long vào ngày 27 tháng 11 năm 2014, anh đã bị hai kẻ tấn công ném trứng vào người. Họ đã bị bắt và mỗi người bị phạt 3.000 đô la vào tháng 8 năm 2015. Các bản án này, sau khi qua quá trình xét duyệt của công tố, sau đó đã được tăng lên thành hai tuần tù giam.
Vào ngày 2 tháng 12 năm 2014, Wong và hai sinh viên khác bắt đầu tuyệt thực vô thời hạn để yêu cầu các cuộc đàm phán mới với chính phủ Hồng Kông. Anh quyết định chấm dứt cuộc tuyệt thực sau bốn ngày nhờ tư vấn y tế.

## Hành động sau các cuộc biểu tình chiếm đóng
Wong đã bị bắt và bị giữ trong ba giờ vào thứ Sáu, ngày 16 tháng 1 năm 2015, vì bị cáo buộc liên quan đến các tội danh kêu gọi, kích động và tham gia vào một hội đồng trái phép.
Cùng tháng đó, một bài báo đã xuất hiện trên tờ báo ủng hộ Bắc Kinh, Văn hối báo, cho rằng Wong đã gặp Tổng lãnh sự Hoa Kỳ tại Hồng Kông Stephen M. Young trong chuyến thăm sau đó vào năm 2011. Tờ báo gợi ý rằng Wong có liên kết với Cơ quan Tình báo Trung ương Hoa Kỳ, nơi được cho là đã huấn luyện quân sự cho Wong thông qua Quân đội Hoa Kỳ. Wong trả lời rằng các tuyên bố là hư cấu thuần túy và "giống như trò đùa hơn".
Wong bị từ chối nhập cảnh vào Malaysia tại sân bay quốc tế Penang, vào ngày 26 tháng 5 năm 2015, trên cơ sở anh ta bị coi là "mối đe dọa đối với mối quan hệ của Malaysia với Trung Quốc", phần lớn là do lập trường "chống Trung Quốc" của anh ta khi tham gia biểu tình Hồng Kong 2014.
Vào ngày 28 tháng 6 năm 2015, hai ngày trước một cuộc biểu tình ủng hộ dân chủ, Wong và bạn gái của anh đã bị một người đàn ông lạ mặt tấn công sau khi xem một bộ phim ở Mong Kok. Hai người phải đến bệnh viện. Wong bị thương ở mũi và mắt. Không ai bị bắt.
Vào ngày 19 tháng 8 năm 2015, Wong đã bị Bộ Tư pháp Hồng Kông chính thức buộc tội đã dẫn dụ người khác tham gia một hội đồng bất hợp pháp và cũng tham gia một hội đồng bất hợp pháp, cùng với Alex Chow, cựu lãnh đạo của Liên đoàn sinh viên Hồng Kông.
Trong khi đi đến Đài Loan tham gia một hội thảo chính trị, những người biểu tình "ủng hộ Trung Quốc" đã cố gắng tấn công Wong tại sảnh đến Taoyuan của Sân bay quốc tế Đào Viên Đài Loan, khiến cảnh sát phải bảo vệ. Sau đó người ta đã phát hiện ra rằng nhóm người này có liên quan đến xã hội đen địa phương.

## Demosistō
Vào tháng 4 năm 2016, Wong đã thành lập một đảng chính trị mới, Demosistō, cùng với các nhà lãnh đạo Học giả khác bao gồm Agnes Chow, Oscar Lai và các nhà hoạt động của nhóm, nhóm hoạt động sinh viên ban đầu đã bị tan rã. Đảng ủng hộ cho một cuộc trưng cầu dân ý được tổ chức để xác định chủ quyền của Hồng Kông sau năm 2047, khi nguyên tắc Một quốc gia, Hai hệ thống được ghi trong Tuyên bố chung Trung-Anh và Luật cơ bản Hồng Kông hết hiệu lực. Với tư cách là tổng thư ký sáng lập của đảng, Wong cũng đã lên kế hoạch tranh cử trong cuộc bầu cử Hội đồng Lập pháp năm 2016. Wong vẫn chỉ mới 19 tuổi và dưới độ tuổi tối thiểu 21 theo luật định để ứng cử, nên anh đã nộp đơn (cuối cùng không thành công) để xem xét lại tư pháp của luật bầu cử, vào tháng 10 năm 2015. Sau khi quyết định thành lập đảng chính trị của riêng mình, Wong trở thành tâm điểm chỉ trích, đặc biệt là trên mạng xã hội.

## Giam giữ ở Thái Lan
Joshua Wong đã bị giam giữ khi đến Thái Lan vào ngày 5 tháng 10 năm 2016. Anh đã được mời nói về trải nghiệm Phong trào Ô dù của mình tại một sự kiện kỷ niệm 40 năm vụ thảm sát Đại học Thammasat, do Đại học Chulalongkorn tổ chức.
Một nhà hoạt động sinh viên người Thái đã mời Joshua Wong, Netiwit Chotiphatphaisal, nói rằng chính quyền Thái Lan đã nhận được yêu cầu từ chính phủ Trung Quốc trước đó về chuyến thăm của Wong. Yêu cầu riêng được gặp Wong tại nơi tạm giam đã bị từ chối.
Sau gần 12 giờ bị giam giữ, Wong bị trục xuất về Hồng Kông. Wong tuyên bố rằng, khi bị giam giữ, chính quyền không nói gì nhiều hơn việc anh ta bị đưa vào danh sách đen, nhưng ngay trước khi bị trục xuất, họ đã thông báo cho anh ta rằng việc trục xuất của anh ta là theo Phần 19, 22 và 54 của Đạo luật Di trú BE 2522.
Nhà lập pháp Hồng Kông Claudia Mo gọi vụ việc là "đáng khinh" và tuyên bố: "Nếu điều này trở thành tiền lệ thì điều đó có nghĩa là nó có thể xảy ra với bạn hoặc tôi bất cứ lúc nào nếu Bắc Kinh nghĩ bạn là một người nguy hiểm, không được chào đón". Jason Y. Ng, một nhà báo và tác giả Hồng Kông, tuyên bố rằng việc giam giữ Wong cho thấy "Bắc Kinh đã sẵn sàng bẻ cong các cơ quan ngoại giao của mình như thế nào và cách thức Bắc Kinh ép các chính phủ láng giềng cùng chơi trò ban bóng".
Cuối cùng, Wong đã nói chuyện với khán giả Thái Lan từ Hồng Kông qua Skype.

## Sự cố CAN Singapore
Vào ngày 23 tháng 12 năm 2016, Lực lượng Cảnh sát Singapore đã điều tra những người tổ chức một sự kiện Cộng đồng Mạng lưới Hành động Cộng đồng Singapore, trong đó Wong đã tham gia cuộc nói chuyện từ Hồng Kông qua Skype, vì việc Wong không có visa lao động và giấy phép cảnh sát tham gia với tư cách là người nước ngoài trong một cuộc nói chuyện tại Singapore, mặc dù Wong thậm chí không có mặt tại nước này.

## Bị tù giam
Wong, cùng với hai nhà lãnh đạo sinh viên dân chủ nổi tiếng ở Hồng Kông, Nathan Law và Alex Chow, đã bị bỏ tù từ sáu đến tám tháng vào ngày 17 tháng 8 năm 2017 vì tội xúi giục tụ tập bất hợp pháp (Wong và Law) và kích động tụ tập bất hợp pháp (Chow) tại Quảng trường Thành phố, tại Khu liên hợp chính quyền trung ương ở khu vực Tam, trong một cuộc biểu tình đã kích hoạt các cuộc biểu tình ngồi trong 79 ngày của năm 2014. Các bản án này đã tạm dừng sự nghiệp chính trị của họ, vì họ sẽ bị cấm tranh cử chính trị trong 5 năm.
Vào ngày kỷ niệm thứ ba của cuộc biểu tình năm 2014, ngày 28 tháng 9 năm 2017, Wong bắt đầu viết cho một loạt cột báo cho The Guardian, được viết từ Trường cải huấn của Uk Uk, nơi anh nói rằng mặc dù có một cuộc sống buồn tẻ và khô khan ở đó, anh vẫn tự hào về cam kết của mình với phong trào.
Vào ngày 13 tháng 10 năm 2017, Wong đã bị kết án với 19 người khác vì sự coi thường của tòa án vì cản trở việc thi hành lệnh của tòa án để giải phóng một phần của biểu tình chiếm khu Trung tâm tại Mong Kok vào tháng 10 năm 2014. Lệnh tòa do một hiệp hội xe buýt nhỏ công cộng chịu trách nhiệm nhận.
Vào ngày 14 tháng 11 năm 2017, Wong, cùng với Ivan Lam, đã bắt đầu một đơn xin xem xét tư pháp tại Tòa án tối cao thách thức tính hợp hiến của điều khoản trong Pháp lệnh của Hội đồng Lập pháp ngăn chặn những người bị kết án tù vượt quá ba tháng, không được tham gia tranh cử trong 5 năm kể từ ngày kết án 
Vào ngày 18 tháng 1 năm 2018, Wong đã bị Thẩm phán Andrew HC Chan của Tòa án Tối cao kết án ba tháng tù giam về bản án tháng 10 năm 2017 vì tội coi thường tòa án. Mười chín người biểu tình khác bị kết án liên quan đến vụ việc tương tự, tất cả đều nhận án tù, mặc dù các điều khoản đã bị đình chỉ cho tất cả trừ Wong và người biểu tình đồng bào Raphael Wong. Thẩm phán Chan bày tỏ quan điểm tại tòa rằng, vào tháng 11 năm 2014, các cuộc biểu tình đã trở nên vô nghĩa và tác dụng duy nhất của chúng là tác động đến cuộc sống của "công dân bình thường" trong khu vực.

## Đề cử giải Nobel Hòa bình
Vào ngày 1 tháng 2 năm 2018, một nhóm các nhà lập pháp lưỡng đảng của Hoa Kỳ, do Chủ tịch Ủy ban Điều hành Quốc hội Trung Quốc (CECC) dẫn đầu Thượng nghị sĩ Hoa Kỳ Marco Rubio và đồng chủ tịch Đại diện Hoa Kỳ Chris Smith tuyên bố họ đã đề cử  Wong, Nathan Law, Alex Chow và toàn bộ Phong trào Ô dù cho Giải thưởng Nobel Hòa bình 2018, vì "những nỗ lực hòa bình của họ nhằm mang lại cải cách chính trị và bảo vệ quyền tự chủ và tự do được bảo đảm Hồng Kông trong Tuyên bố chung Trung-Anh".

## Bị tù giam năm 2019
Joshua Wong đã bị kết án hai tháng tù vào ngày 16 tháng 5 năm 2019 vì liên quan đến các sự kiện vào ngày 26 tháng 11 năm 2014 tại Mong Kok, một khu vực ở Hồng Kông, nơi những người biểu tình phản đối cảnh sát trong cuộc cách mạng Ô dù.
Joshua Wong đã được thả ra vào ngày 17 tháng 6 năm 2019 (anh đã hoàn thành hai tháng tù vì anh cũng đã ở tù một thời gian vào năm 2018, liên quan đến vụ án này, trước khi được tại ngoại).
Lần ra tù của Wong trùng hợp với các cuộc biểu tình đang diễn ra chống lại dự luật dẫn độ. Sau khi được thả, Wong đã chỉ trích sự đàn áp của người biểu tình bởi cảnh sát Hồng Kông, và dự thảo luật dẫn độ là ủng hộ Bắc Kinh và kêu gọi Trưởng Đại diện Hồng Kông Carrie Lam từ chức.
Wong đã không tham gia cùng với những người biểu tình đã đột nhập vào tòa nhà Hội đồng Lập pháp của Quốc hội Hồng Kông vào ngày 1 tháng 7, nhưng anh giải thích sự cần thiết đằng sau động thái này. Theo anh, lý do đằng sau những người tham gia Hội đồng lập pháp là vì hội đồng này không bao giờ được bầu chọn một cách dân chủ bởi người dân.
Wong sau đó đã bị bắt một lần nữa vào ngày 29 tháng 8 năm 2019 một ngày trước khi một cuộc biểu tình khác được lên kế hoạch, mà không được thành phố chấp thuận.
Vào tháng 9 tháng 2019, Wong đã gặp Bộ trưởng Ngoại giao Đức. Bộ Ngoại giao Trung Quốc gọi động thái này của Bộ Ngoại giao Đức là thiếu tôn trọng chủ quyền của Trung Quốc và là hành động can thiệp vào công việc nội bộ của Trung Quốc.

## Sách báo và phim tài liệu
Anh đã viết một cuốn sách với tựa là "I am not a Hero" (Tôi không phải là anh hùng).
Phim tài liệu "Joshua: Teenager vs. Superpower" được sản xuất năm 2017 và được phát hành trên dịch vụ trực tuyến Netflix.